# Beyond the Break - Vite sull'onda
Beyond the Break - Vite sull'onda (Beyond the Break) è una serie televisiva statunitense andata in onda dal 2006 al 2009.

## Trama
Ambientata alle Hawaii, la serie racconta le vicende sportive e sentimentali di quattro ragazze, Dawn, Lacey, Birdie e Kai, che cercano di affermarsi nel mondo del surf professionistico. Guidate dall'istruttore di surf Justin Healy, si dividono tra sport e vicende sentimentali, alla ricerca costante dell'affermazione internazionale nella loro disciplina.

## Episodi
| Stagione         | Episodi | Prima TV originale | Prima TV Italia |
| ---------------- | ------- | ------------------ | --------------- |
| Prima stagione   | 10      | 2006               | 2009            |
| Seconda stagione | 10      | 2007               |                 |
| Terza stagione   | 14      | 2009               |                 |

## Cast

### Principale
- Suzie Pollard: Dawn Preston
- Tiffany Hines: Birdie Scott
- Natalie Ramsey: Lacey Farmer
- Sonya Balmores: Lanikai 'Kai' Kealoha
- David Chokachi: Justin Healy
- Ross Thomas: Bailey Reese
- Jason Tam: Kurt 'Shoe' Shoemaker

### Altri interpreti
- Michael Copon: Vin Keahi
- Adam T. Brooks: DJ Reese
- Jamie Elle Mann: Liz Godfrey
- Jim Horigan: Dale Martin
- Marcus Patrick: Marcus Watson
- Maya Hazen: Sage Kapahea
- Olivia Munn: Mily Acuna
- Jesse Williams: Eric Medina